# Ecuador en los Juegos Bolivarianos de Playa
La República del Ecuador participó en todas las tres ediciones de los Juegos Bolivarianos de Playa, logró ganar un total de noventa y seis medallas en dichos Juegos, incluyendo diecinueve medallas de oro, cuarenta de plata y treinta y siete de bronce. Los Juegos Bolivarianos de Playa es un evento deportivo que tiene lugar cada dos años.

## Medallero
| Evento         | Oro | Plata | Bronce | Total |
| -------------- | --- | ----- | ------ | ----- |
| Lima 2012      | 6   | 13    | 8      | 27    |
| Huanchaco 2014 | 5   | 13    | 20     | 38    |
| Iquique 2016   | 8   | 14    | 9      | 31    |